# Archilejeunea helenae
Archilejeunea helenae là một loài Rêu trong họ Lejeuneaceae. Loài này được Pocs & Sass-Gyarmati mô tả khoa học đầu tiên năm 2006.